# 皇甫汸
皇甫汸（1505年—1584年），字子循，號百泉，直隸蘇州府長洲縣人，明朝政治人物、詩人。

## 生平
嘉靖四年（1525年）乙酉科應天鄉試第五十六名舉人，八年（1529年）中式己丑科會試第一百九十名，三甲第一百八十一名進士。十年（1531年）授曲周縣知縣，改工部主事，升工部虞衡司員外郎，改南京吏部稽勳司郎中，謫黃州府推官，遷大名府通判，歷升開州同知、處州府同知、雲南按察司僉事，萬曆十二年（1584年）卒。

## 著作
工書法，有齋名浩歌亭，事暇時，喜歡吟詠。著有《長洲藝文志》二十四卷、《百泉子緒論》、《解頤新語》、《皇甫司勳集》等。

## 家族
曾祖皇甫通；祖父皇甫信；父皇甫錄，重慶府知府。母黃氏（封宜人）。皇甫汸與兄皇甫沖、皇甫涍、弟皇甫濂並稱“皇甫四傑”，又與同里人張鳳翼、張燕翼、張獻翼三兄弟並負才名，吳人稱「前有四皇，後有三張」。